# Object Query Language
Object Query Language (OQL) es un lenguaje de consulta estándar para bases de datos orientadas a objetos modelado a partir de SQL. OQL fue creado por el Object Data Management Group (ODMG). Debido a su complejidad ningún creador de software ha implementado completamente OQL. OQL ha influenciado el diseño de algunos lenguajes de consulta nuevos como JDOQL y EJBQL, pero estos no pueden ser considerados como versiones de OQL.
- Datos: Q2011708